# 憲宗 (朝鮮王)
憲宗（けんそう、ホンジョン、1827年9月8日 - 1849年7月25日）は、李氏朝鮮の第24代国王（在位：1834年 - 1849年）。諱は烉（ファン）。字は文応。号は元軒。諡は荘粛体健継極中正光大至聖広徳弘運章化経文緯武明仁哲孝大王（清国からの諡号は荘粛王）。わずか8歳で即位し、病弱だったため、23歳で崩御した。純祖の孫で、孝明世子の息子。母は趙万永の娘の神貞王后趙氏。純祖の妃である純元王后が摂政となっていたが、安東金氏（純元王后の実家）と豊壌趙氏の勢力争いがあった。なお、正祖の血を引く王としては最後の王である。
陵は京畿道九里市にある景陵。

## 生涯
孝明世子（後に翼宗に追尊）と神貞王后趙氏の息子として生まれ、王世孫に冊封された。1830年に孝明世子が世を去り、1834年に純祖が薨去すると、8歳（数え年）の年で即位した。年が幼いことから大王大妃の純元王后が7年間垂簾聴政をしたが、15歳になった年に親政を開始した。
憲宗が国を治めた時期は、朝鮮社会を支えてきた身分秩序と封建制度の崩壊があちこちで現われ始めた時だった。また水害と伝染病のため、生活が徐々に困難になり家を捨ててさすらう流民が急激に増加した。
このように社会の不安から国王の廃位をねらった謀反事件が2度にわたり発生した。1836年には忠清道にいた南膺中が、正祖の弟である恩彦君の孫を国王に推戴しようとし、1844年には閔晋鏞が再び恩彦君の孫を国王に推戴しようと画策したが、いずれも失敗に終わった。2度の謀反事件ともすべて、なんの政治的勢力もないはずの中人と没落した両班が起こしたもので、この時期には誰もが王権に挑戦することができるほど国王が軽んじられていた。
1845年にはイギリス軍艦サマラン号（Samarang）が朝鮮政府の許諾なしに済州島と西海岸を測量して帰る事件があり、1846年にはフランス提督セシルがカトリック弾圧（後述）を口実に、軍艦3隻を率いて国王に国書を受けとらせようとする事件が発生した。そして1848年には外国船が慶尚道・全羅道・黄海道などへ頻繁に出没し、民衆が大いに動揺した。まさにこの時から朝鮮は西欧列強から通商と門戸開放要求にあうようになったが、朝鮮は国際情勢に暗かったために何の対策も立てられず、重臣たちの権力闘争に明け暮れた。
憲宗時代には大規模なカトリック弾圧があり、これを己亥迫害と呼ぶ。当時朝鮮におけるカトリックは1831年カトリック朝鮮大教区（現在カトリック・ソウル大教区）が承認されるほど大きく成長したが、1839年の己亥迫害でモーバン（Maubant）神父らのパリ外方伝教会所属カトリック宣教師と劉進吉・丁夏祥らの一般信者たちがセナムトで一挙に処刑され、1845年には韓国教会史最初の韓国人カトリック司祭である金大建神父が殉教する事件があった。
9年間の親政期間、安東金氏と豊壌趙氏の権力争いに巻き込まれた憲宗は、国内はもちろん、朝鮮周辺の状況が急激に変わっているという事実が分からず、朝鮮に近づく列強勢力に対する対応策も準備することができないまま、1849年6月、23歳（数え年）で薨去した。
清から贈られた諡号は、「荘粛王」である。この諡号は、治世中の公式記録から徹底して取り除かれており、『朝鮮王朝実録』、朝鮮国王の行状、『陵誌文』といったほとんど全ての公式記録から取り除かれ、外交文書以外にはほとんど使用されなかった。『朝鮮王朝実録』は、清から諡号を授かった事実を記録するのみで贈られた諡号を記録していない。その理由は、「夷狄」とみなした清からの諡号を恥辱に感じていたからであり、表向きは清に対して朝貢・冊封の事大をおこない、恭順の姿勢を装うが、清に対する反発が拭い難く根付いていた。

## 家系
- 祖父: 純祖（1790-1834）
- 祖母: 純元王后金氏（1789-1857）
- 父: 孝明世子李旲（1809-1830）
- 母: 神貞王后趙氏（1809-1890）
- 正室: 孝顕王后金氏（1828-1843）- 永興府院君金祖根の娘。
  - 子女なし
- 継室: 孝定王后洪氏（1831-1904）- 益豊府院君洪在龍の娘。
  - 子女なし
- 後宮: 慶嬪金氏（1832-1907）
  - 子女なし
- 後宮: 淑儀金氏（朝鮮語版）（1813-1895）
  - 翁主（1848-1848）

憲宗の娘1人が早世し、男子も儲けることができなかったため、子孫はいない。また、曾祖父・正祖の男系子孫も憲宗の代で断絶することとなった。

## 系図
憲宗の親類・近親・祖先の詳細
```
荘献世子
━┳
懿昭世孫

              ┃ 
       　　　 ┣22代
正祖
━23代
純祖
━
孝明世子
（翼宗）━24代
憲宗

　　　　　　　┃
　　　　　　　┣
恩彦君
━
全渓大院君
━25代
哲宗

　　　　　　　┃
　　　　　　　┣恩信君━
南延君
（養子）━
興宣大院君
━26代
高宗

  　　　　    ┃
  　　　　    ┗
恩全君
```

## 憲宗が登場する作品
映画
- 風水師 王の運命を決めた男（2018年、演：イ・ウォングン）
- 王の預言書（2018年、演：チョン・ヘイン）